# Велілья-дель-Ріо-Карріон
Велілья-дель-Ріо-Карріон (ісп. Velilla del Río Carrión) — муніципалітет в Іспанії, у складі автономної спільноти Кастилія-і-Леон, у провінції Паленсія. Населення — 1520 осіб (2010).
Муніципалітет розташований на відстані близько 290 км на північ від Мадрида, 100 км на північ від Паленсії.
На території муніципалітету розташовані такі населені пункти: (дані про населення за 2010 рік)
- Альба-де-лос-Карданьйос: 28 осіб
- Кампорредондо-де-Альба: 97 осіб
- Карданьйо-де-Абахо: 17 осіб
- Карданьйо-де-Арріба: 4 особи
- Отеро-де-Гуардо: 94 особи
- Велілья-дель-Ріо-Карріон: 1279 осіб
- Валькоберо: 1 особа

## Демографія
Динаміка населення (INE ):

## Галерея зображень

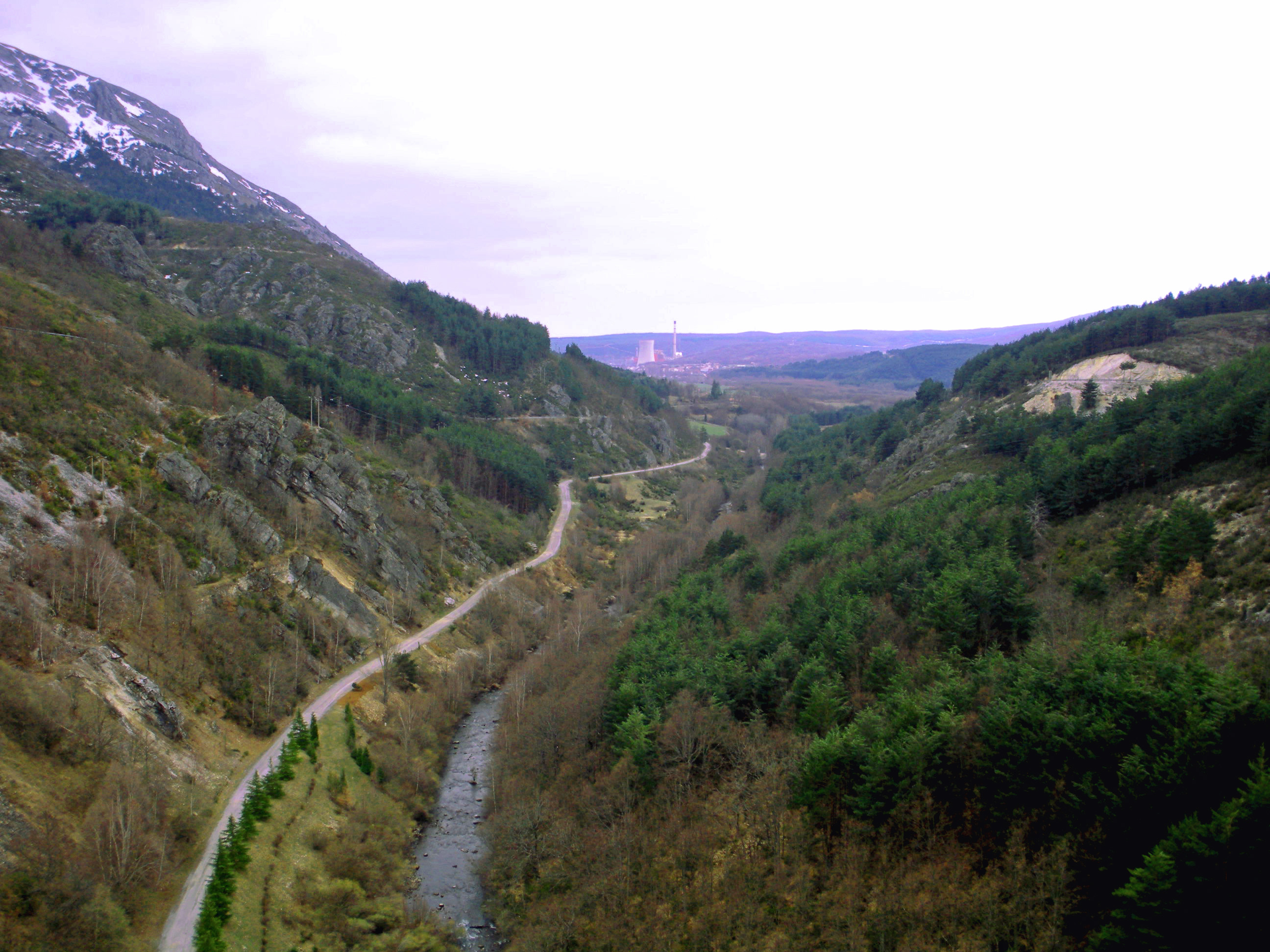
Велілья
Герб муніципалітету Велілья-дель-Ріо-Карріон
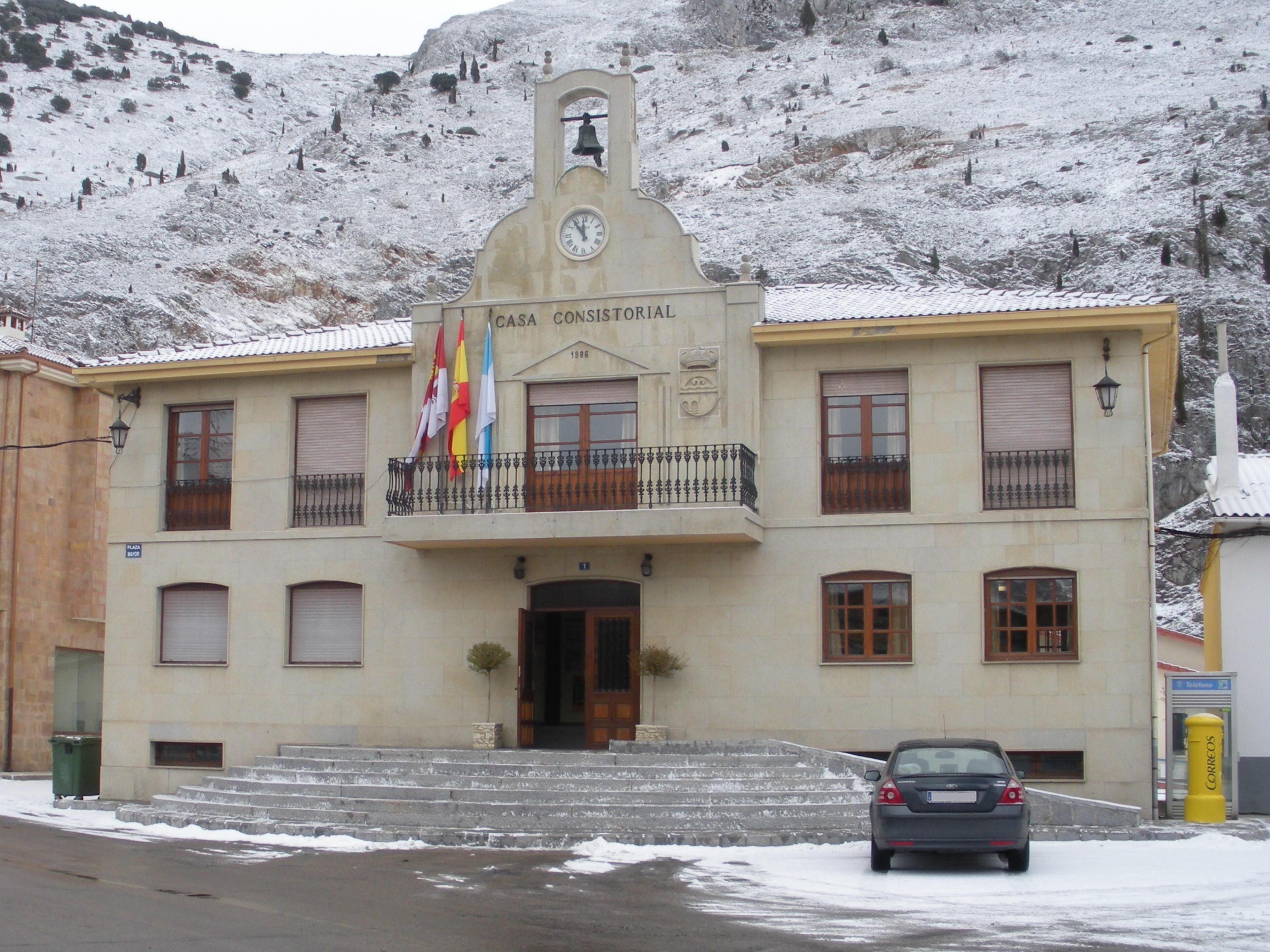
Муніципальна рада